# Foc grec
El foc grec era una arma naval usada per l'Imperi Romà d'Orient, una mescla inflamable inventada per Cal·línic d'Heliòpolis, un refugiat sirià originari d'Heliòpolis de Síria vers el 673. Era composta suposadament de nafta, sofre, pega grega, greixos, salnitre, i calç viva, que cremava en contacte amb l'aigua. Fou utilitzada diverses vegades pels romans d'Orient en defensa contra els setges a Constantinoble.
Gràcies al foc grec, la marina de l'imperi aconseguí rebutjar un atac naval massiu dels turcs, constituint així un fre a les intencions expansionistes de l'islam i salvant de la possible conquesta des de l'est Europa occidental. Mantenint el secret d'aquesta nova i poderosa arma, els romans d'Orient pogueren detenir l'avenç dels musulmans durant vuit segles.
Se n'ha perdut la fórmula.

## Funcionament
El poder de l'arma venia no solament del fet que cremava en contacte amb l'aigua, sinó que fins i tot cremava sota d'aquesta. En les batalles navals, era una arma molt efectiva que causava grans destrosses materials i personals. A més estenia el pànic entre l'enemic, no només per la por a morir cremats, sinó que a més a més molts soldats temien aquesta arma per superstició, ja que creien que una flama que s'intensificava amb l'aigua havia de ser producte de la bruixeria.
El llançament d'una mescla viscosa en estudis recents ha donat com set els ingredients d'aquesta arma: petroli sense refinar, o nafta, perquè flotés sobre l'aigua, sofre, que en entrar en combustió, emet vapors tòxics, calç viva, que reacciona alliberant molta calor en entrar en contacte amb l'aigua (suficient per a encendre materials inflamables), resina, per a activar la combustió dels ingredients, greixos per a aglutinar tots els elements, i nitrat potàssic, salnitre, que desprèn oxigen a l'hora de cremar, cosa que permet que el foc continuï cremant sota l'aigua. Un cop llançada per uns llargs tubs instal·lats en l'embarcació, la mescla entrava en ignició al contacte amb l'aigua i incendiava les embarcacions enemigues.
El motiu pel qual es desconeix la composició exacta és molt simple: la marina romana d'Orient de l'alta edat mitjana era, de molt, l'ama del Mediterrani oriental, i en la possessió del foc grec era una de les claus de la seva superioritat, de manera que la composició d'aquesta arma era secreta.
Alguns historiadors anglesos afirmen que l'armada Invencible de Felip II sucumbí davant Francis Drake, que ideà una filera de barrils de foc grec incendiats just en travessar-los en la batalla del Canal de la Mànega. Tanmateix, aquestes explicacions s'allunyen de la veritat, ja que aquesta armada sucumbí a les tempestes més que en la batalla, a més de tractar-se d'una època en què l'ús de la pólvora feia que posseïssin armes molt més destructives.

### Llançadors portàtils

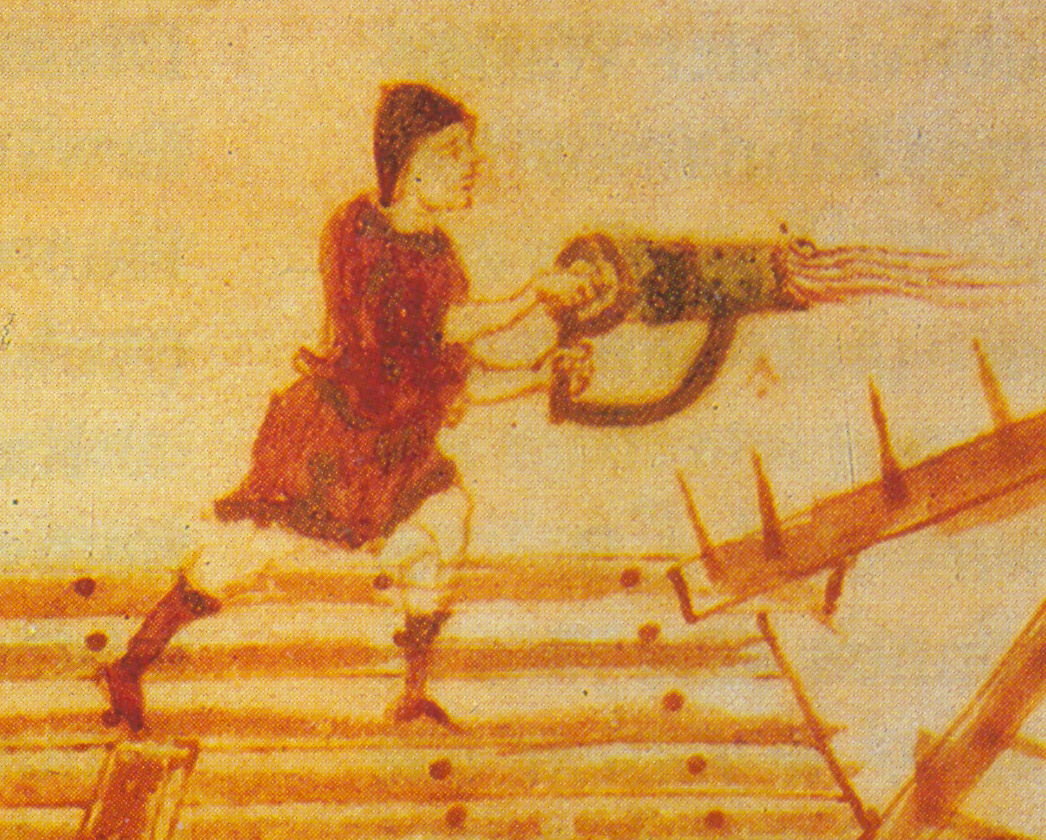
Detall d'un cheirosiphōn.

El cheirosiphōn ("siphōn de mà") portàtil, l'anàleg més antic d'un llançaflames modern, està àmpliament testificat en els documents militars del segle x i recomanat per al seu ús tant a mar com a terra. Apareixen per primera vegada en la tàctica de l'emperador Lleó VI el Filòsof, que afirma haver-les inventat. Els autors posteriors van continuar referint-se als cheirosiphōnes, especialment per usar contra torres de setge, encara que Nicèfor II també aconsella el seu ús en exèrcits de campanya, amb l'objectiu d'interrompre la formació enemiga. Encara que tant Leo VI com Nicèfor afirmen que la substància utilitzada al cheirosiphōnes era el mateix que en els dispositius estàtics utilitzats als vaixells, Haldon i Byrne consideren que els primers eren manifestament diferents dels seus cosins més grans, i teoritzen que el dispositiu era fonamentalment diferent, "una xeringa simple [que] llançava tant foc líquid (presumiblement sense encendre) i sucs nocius per repel·lir les tropes enemigues". Les il·lustracions d'Heró a Poliorcetica mostren el cheirosiphōn llançant també la substància inflamada.

### Granades

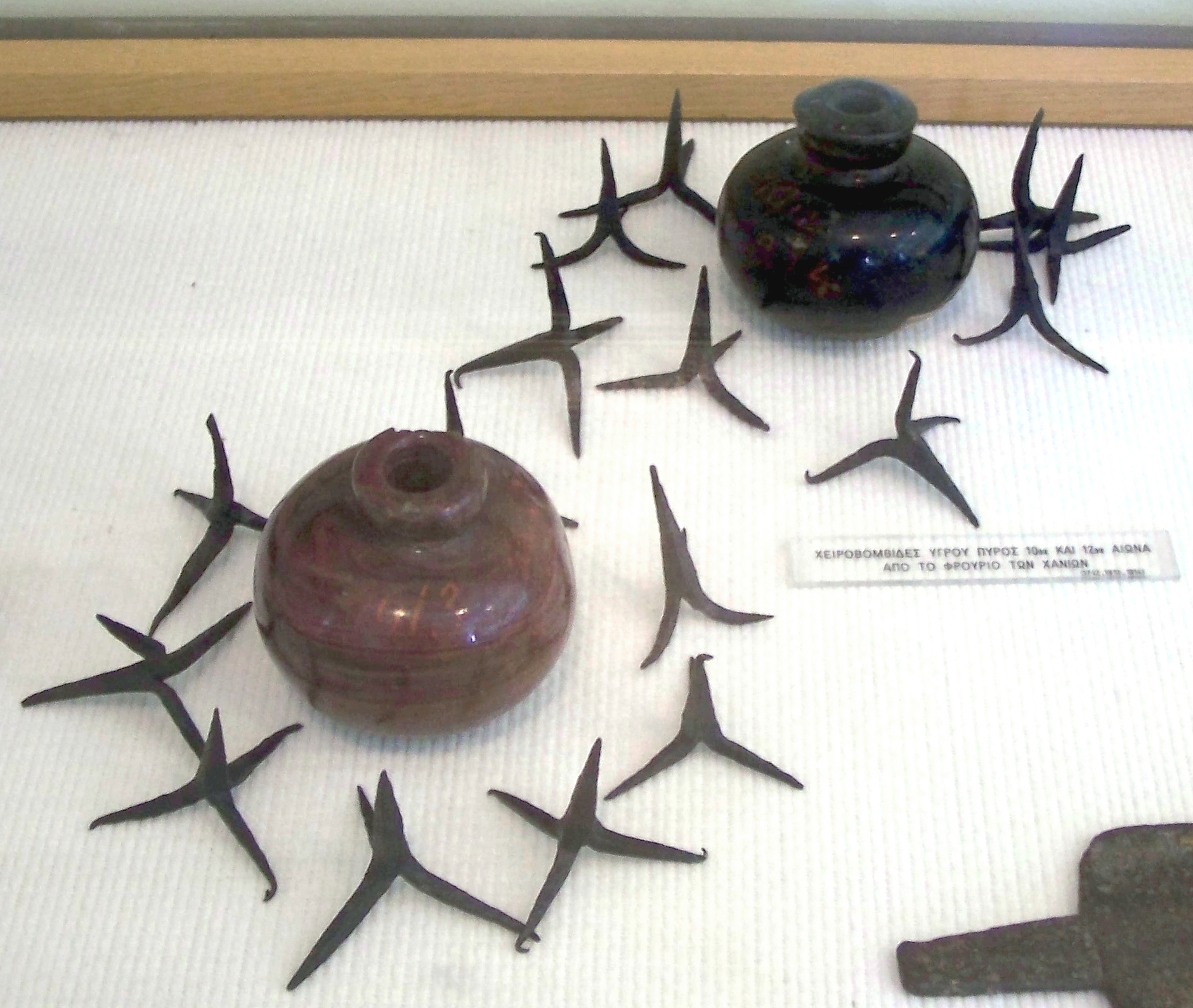
Granades de ceràmica que estaven plenes de foc grec, envoltades d'obriülls, segle X-XII, Museu Històric Nacional, Atenes, Grècia.

En la seva forma més antiga, el foc grec es llançava sobre les forces enemigues disparant una bola embolicada en tela en flames, potser contenint un flascó, usant una forma de catapulta lleugera, molt probablement una variant marítima de la catapulta lleugera romana o onagre. Aquests eren capaços de llançar càrregues lleugeres, al voltant de 6 a 9 kg, a una distància de 350-450 m.

## El foc grec d'Arquimedes
El terme "foc grec" va ser utilitzat inicialment per descriure una arma completament diferent, també d'ús marítim. L'any 214 aC, l'exèrcit romà al comandament de Marc Claudi Marcel es va presentar davant la ciutat grega de Siracusa, iniciant el seu setge. La flota romana garantia a Marc Claudi Marcel el domini del mar, però els atacs per terra no tenien gaire èxit. Arquimedes, el famós inventor grec de la ciutat de Siracusa va provar nombrosos aparells de defensa, tais com aquest "foc grec", que va destruir part de la flota romana, mentre rebutjaven els atacs per terra. Marc Claudi Marcel va haver d'abandonar el setge i establir el bloqueig. El 213 aC, els aliats cartaginesos van poder trencar per mar, el bloqueig de la ciutat de Siracusa, i portar-los subministraments als assetjats grecs. El 212 aC, Siracusa va ser finalment presa pels romans, i el mateix Arquimedes va morir assassinat per un soldat romà.

## El foc grec de Cal·línic
La barreja va ser inventada suposadament per un refugiat cristià sirià anomenat Cal·línic, originari d'Heliòpolis. Alguns autors pensen que Cal·línic va rebre el secret del foc grec dels alquimistes d'Alexandria. Llançava un raig de fluid ardent i podia emprar-se tant a terra com al mar, encara que preferentment al mar.
Els romans d'Orient del segle vi empraven la substància incendiària amb freqüència en batalles navals, ja que era summament eficaç en continuar cremant fins i tot després d'haver caigut a l'aigua. Això representava un avantatge tecnològic, i va ser responsable de diverses importants victòries militars romanes d'Orient, especialment la salvació de Constantinoble a dos setges musulmans, amb la qual cosa va assegurar la continuïtat de l'imperi, constituint així un fre a les intencions expansionistes de l'Islam, i evitant la possible conquesta de l'Europa Occidental des de l'Est. La impressió que el foc grec va produir en les croades va ser de tal magnitud que el nom va passar a ser utilitzat per a tota mena d'arma incendiària, incloses les usades pels àrabs, xinesos i mongols. No obstant això, eren fórmules diferents de la romana d'Orient, que era un secret d'Estat guardat en forma gelosa, la composició de la qual s'ha extraviat. Per tant, els ingredients són motiu de gran debat. S'han proposat alguns dels següents ingredients: petroli cru, calç viva, sofre i salitre. El que va distingir els romans d'Orient en l'ús de barreges incendiàries va ser la utilització de sifons pressuritzats per llançar el líquid a l'enemic.
Si bé el terme "foc grec" posseeix un ús general des de les croades, en les fonts romanes d'Orient originals rep diversos noms, tals com "foc marí" (en grec: πῦρ θαλάσσιον), "foc romà" (πῦρ ῤωμαϊκὸν), "foc de guerra" (πολεμικὸν πῦρ), "foc líquid" (ὑγρόν πῦρ) o "foc processat" (πῦρ σκευαστὸν). A l'Aragó després de les primeres croades, va ser guardat el foc grec en recipients de ceràmica i usat com a projectils d'artilleria, rebent el nom de "granes compostes".

## Eficàcia i contramesures
Encara que la destructivitat del foc grec és indiscutible, no va fer que l'armada romana d'Orient fos invencible. No era, en paraules de l'historiador naval John Pryor, un "assassí de vaixells" comparable a l'ariet naval, que, aleshores, havia caigut en desús. Si bé el foc grec seguia sent una arma potent, les seves limitacions eren significatives en comparació amb les formes més tradicionals d'artilleria: en la seva versió desplegada en el sifó, tenia un abast limitat i només es podia fer servir de manera segura en un mar en calma i amb condicions favorables de vent.
Les armades musulmanes finalment es van adaptar mantenint-se fora del seu abast efectiu i ideant mètodes de protecció com feltre o pells xopes en vinagre.
Tot i això, seguia sent una arma decisiva en moltes batalles. John Julius Norwich va escriure: «És impossible exagerar la importància del foc grec en la història bizantina».

## Cultura popular
A la novel·la històrica "Sevilla antes de la Giralda", de l'escriptora Paloma Recaséns, l'exèrcit castellà fabrica foc grec per utilitzar-lo a la seva croada contra els almohades.
A la novel·la L'últim Cató de l'escriptora alacantina Matilde Asensi, els protagonistes, en una prova que han de superar, fan ús del foc grec amb els ingredients necessaris per a la seva fabricació.
A la sèrie de novel·les Cançó de gel i foc de George R. R. Martin, ambientades en un món altament medieval i fictici, apareix un tipus de foc basat en el foc grec, encara que d'un color verdós, anomenat foc valyrio (en referència a un imperi antic superior, el Feu Franc de Valyria), que igual que a la defensa de Constantinoble i de l'Estuari Banya d'Or en el segle x, és usat pels Lannister en la defensa de Desembarcament del Rei i de l'estuari del riu Blackwater enfront de l'exèrcit de Stannis Baratheon.
A la pel·lícula Timeline, basada en la novel·la del mateix nom de Michael Crichton, els protagonistes preparen foc grec.
A la saga de llibres de Percy Jackson i els déus de l'Olimp com en la de Els Herois de l'Olimp, escrita per Rick Riordan, els protagonistes utilitzen el foc grec com a arma contra monstres de la mitologia grega.
A la novel·la Superpoción de amor de l'escriptor mexicà José Luis Vázquez, els protagonistes utilitzen el foc grec per iniciar un incendi en una granja amb la finalitat d'obtenir un dels ingredients necessaris per a la poció.
També apareix a la novel·la "The Lion of St. Mark" (2005) de Thomas Quinn, l'entorn del qual és la presa de Constantinoble el 1453.
Així mateix, a la sèrie de novel·les El ejército negro de Santiago García-Clairac ambientada tant en un món medieval com el modern, apareix el foc grec utilitzat pels mags seguidors de Demónicus.
Diversos videojocs d'estratègia fan ús d'aquest element: a Assassin's Creed: Revelations el protagonista, Ezio Auditore, es va servir per cremar un port de Constantinoble; a Age of Empires II: The Age of Kings i Ikariam diverses flotes utilitzen foc grec; a Medieval II: Total War hi ha una unitat de llançadors de foc grec i un vaixell de foc grec de l'Imperi Bizantí; a Total Conquest es pot adquirir una poció anomenada foc grec; a Age of Empires: Castle Siege es poden fer servir les torres flamígeres que disparen foc grec; a Age of Mythology: The Titans, els Atlants poden utilitzar la unitat "Sifó de foc" o "Brulots" (naval) que fan servir el foc grec. Al videojoc Rise of the Tomb Raider, la protagonista Lara Croft pot disparar fletxes de foc grec que és d'un color blau-verdós. A Vampire: The Masquerade - Redemption apareixen ampolles de foc grec podent ser usades com a armes llancívoles.